# Taranto (música)
El Taranto és un pal del flamenc, creat a Almeria i que descendeix de la Taranta, distingint-se d'aquesta que es manté un cert compàs, la qual cosa permet el ball sent aquest similar al de la Zambra. Aquest cante procedeix de la zona minera d'Almeria, la qual cosa introdueix al Taranto dins dels cantes de les mines (Fandango, Taranto i Taranta)

## Inicis
El Taranto procedeix de la zona minera d'Almeroa, considerant-se a Pedro el Morato el seu creador, encara que també cap citar a Juan Martín, El Cabogatero (1810-1880), “de la província d'Almeri /que fou el primer tarantero”. *Frasquito Segura, El Ciego de la Playa, nascut al voltant de 1840 i que, ja a edat avançada, va mendigar per la capital almeriense amb la seua guitarra, apartant el cante d'Almería dels estils més occidentals d'Andalusia, acostant-lo als cantes de l'est de la península. També cap citar a Juan Abad Díaz, Chilares, nascut en 1868 en el barri almeriense de Zapillo.
| «                 | "Al principi es va deure cantar per lliure; després va vindre la guitarra a acoblar-se a una sèrie de matisos de cantes, guanyant una sèrie de melismes, guanyant en ritme, guanyant en l'eliminació d'eixa sequedat que tenen com a conseqüència del seu fonament i situació social. Pense que era un cante nu per les seues motivacions socials, d'ací que no puga qualificar-se-li com folklòric" | » |
| — Antonio Mairena | |   |

## Desenvolupament i divulgació
Les nits de cante flamenc de la capital almeriense entre el segle xix i xx van ser bellament amanides principalment en tres cafès de cante: el del Frailito, situat en la plaça de Santo Domingo, que va estar obert al públic des de 1875, l'Espanya, en el carrer Sebastián Pérez (avui, General Rada), i el Lyon de Oro. Actualment la penya flamenca El Taranto s'encarrega de mantenir viva la tradició del cante d'Almeria.
Més tard, la influència dels balladors interpretant el Taranto com ball va estendre la seua popularitat. Es considera a Carmen Amaya la mare del taranto com ball, cap als anys quaranta del segle XX.
El primer a anomenar el Taranto com cante de miners és Lafuente Alcántara en el seu Cante de Miners de 1865, recollint esta lletra tan almeriense: Hermosa Virgen de Gádor / que estás al pie de la sierra,/ ruega por los mineritos / que están debajo de tierra.

Un fet que va influir molt en la seua reafirmació i divulgació va anar que en 1904 Nuñez de Prado escriguera la més famosa cobla tarantera que més tard cantarà i gravarà Manuel Torre: "Ese muchacho / Son las tres de la mañana / ¿Dónde estará ese muchacho? / Si estará bebiendo vino, / Y andará por ahí borracho."
| «                               | "El Taranto es la Capilla Sixtina del Cante" | » |
| — Antonio Mairena, maig de 1983 |                                              |   |

## Relacions del Taranto amb els cantes de regions limítrofes a Almeria
El Taranto va mantenir relacions i enriquiment recíproc amb estils provinents de la Múrcia, tenint com nexe d'unió la vida minera i cantaors com Chilares i El Morato, que van viure a cavall entre Almeria i Cartagena sense oblidar a Rojo El Alpargatero (Callosa de Segura, València. 1847 – 1907) que va residir gran part dels seus dies a Almeria.
També es van intercanviar influxos amb Jaén i les terres de Linares i La Carolina, on les gents de les mines i els taranters almerienses s'alternen amb cantaors jiennenses tan importants i influents com Basilio, el Tonto Linares', Los Heredia, El Bacalao, Luis Soriano, El Cabrerillo, tenint com nexe d'unió el ferrocarril miner Almeria-Linares.
A l'oest, les relacions amb la regió malaguenya denoten un important tràfec flamenc tenint com a resultat que en 1881 el casino almeriense contracte a la cantaora La Rubia, el que probablement explique la palesa influència del cante del Ciego de la Playa en la malaguenya del Canario, amant de La Rubia.
Com dada curiosa a referir podem parlar del fet que Antonio Chacón, gran cantaor de finals del segle xix i principis del XX i persona acomodada, que recorria la geografia andalusa aprenent els diferents cantes de les diferents regions va vindre a Almeria a aprendre els cantes de la terra i va acabar coneixent el Taranto de mans del Ciego de la Playa, personatge almeriense, captaire i brivall de la capital. Fet que es relata a la novel·la El Ciego de la Playa de Francisco Blanes García (Entrelíneas Editores).